# Горка Золотковская
Горка Золотковская — деревня в Кесовогорском районе Тверской области. Входит в состав Кесовского сельского поселения.

## География
Находится в юго-восточной части Тверской области на расстоянии приблизительно 6 км на север по прямой от районного центра поселка Кесова Гора.

## История
Деревня показана еще на карте Менде (состояние местности на 1848 год). В 1859 году здесь (деревня Кашинского уезда) было учтено 18 дворов.

## Население
Численность населения: 125 человек (1859 год), 0 как в 2002 году, так и в 2010.